# Fuchsbusch

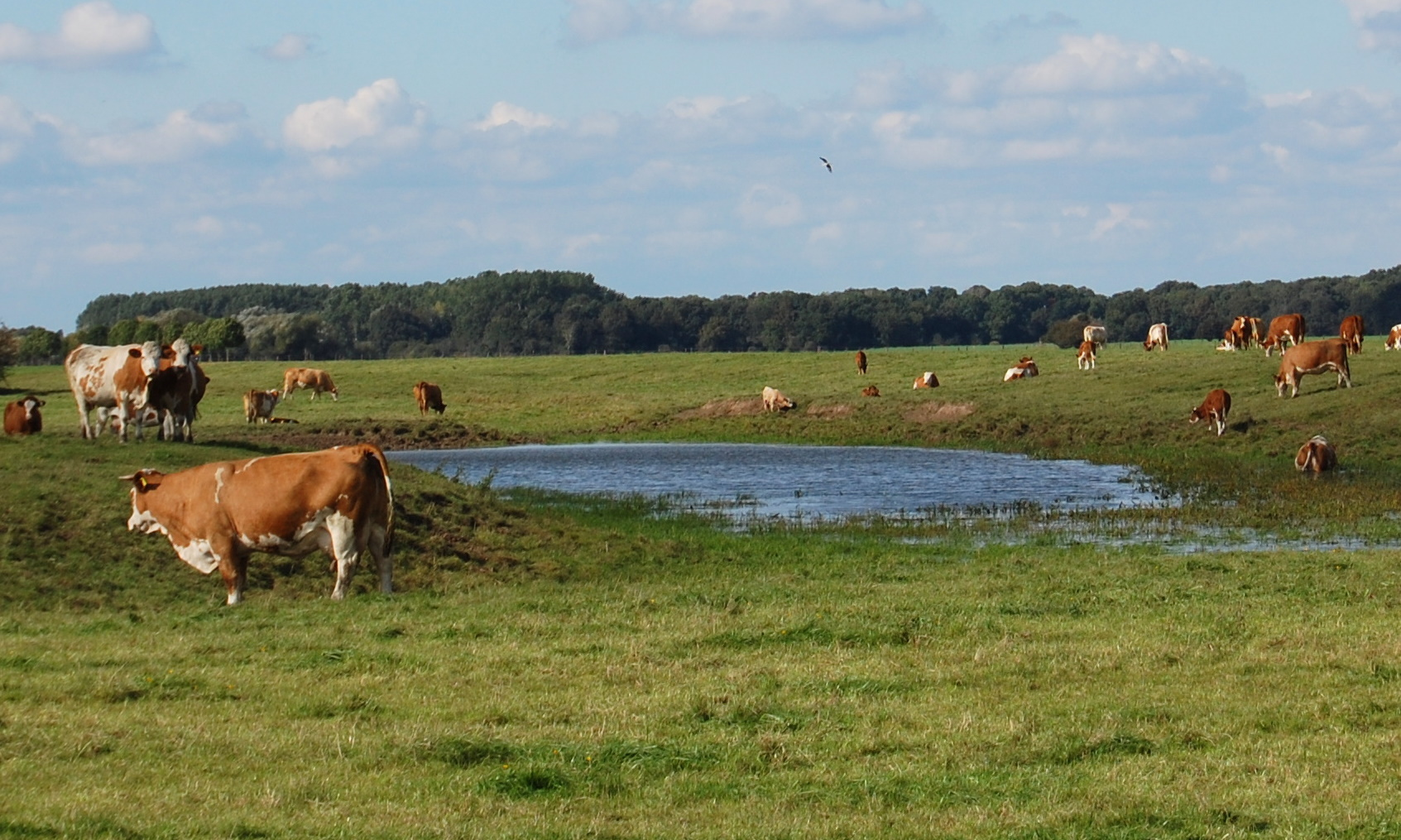
Fuchsbusch, Blick von Süden

Der Fuchsbusch ist ein kleines stehendes Gewässer westlich der Ortslage des Magdeburger Stadtteils Randau-Calenberge.
Der kleine See erstreckt sich im Bereich des Greifenwerders unweit des rechten Ufers der Elbe. Bei Hochwasser der Elbe ist der außerhalb der Elbdeiche gelegene Fuchsbusch von Überschwemmungen betroffen. Der See hat eine Länge von etwa 100 Metern bei einer Breite von lediglich 20 Metern. Er erstreckt sich von Südwesten nach Nordosten. Am Ostufer befinden sich einige Bäume.
Der Name Fuchsbusch könnte auf ein ursprünglich in diesem Bereich bestehendes Gehölz verweisen. Im Jahr 1663 ist die Übertragung eines Holzes Fuchsbusch vom Magdeburger Domherren Johann George von Taubenheim an Christian Ernst von Alvensleben überliefert, welches sich in der Pöteritzer Feldmark vor Westerhüsen bei Randau befand. Möglicherweise handelte es sich hierbei um den Bereich des heutigen Fuchsbuschs.